# Immobilized Metal Ion Affinity Chromatography
Immobilized Metal ions Affinity Chromatography (IMAC) är en affinitetskromatografisk metod för att immobilisera metalljoner och har fått stor betydelse inom läkemedelsindustrin för proteinrening och diagnostik.
Området är främst exploaterat av läkemedelsindustrin men processen kommer med all sannolikhet få stor betydelse för all form av avskiljning ur vatten av tungmetaller och aromater (t.ex. läkemedelsrester).

## Historik
1948 föreslog Meinhardt att organiska föreningar kunde binda metalljoner vilket ledde till att Helfferich år 1961 utvecklade idén till ligandbyteskromatografi.
Begreppet immobiliserade metalljonsaffinitetskromatografi (IMAC) formulerades och bevisades av Jerker Porath och hans medarbetare (1975).  Man utvecklade tekniken för att separera proteiner och introducerade kelatorn IDA, tillsammans med flera andra kelatorer. Det primära målet var att utnyttja principen att proteiner har affinitet för metalljoner. Under åren efter Poraths publikationer, så kom den nya IMAC-tekniken att  utvärderas genom rening av en mängd olika proteiner och peptider som sammanfattades i en första IMAC-studie utförd av Sulkowski (1985). Vad som började som en råfraktionering av serum blev snart det som i dag är den mest använda affinitetskromatografimetoden, för att inte säga den generella kromatografiska metoden.

## Principer
IMAC är en utökning av affinitetskromatografin.Till ett adsorbent (t.ex. en gelmatris av agaros) kopplas ligander (kelatorer) genom en kovalent bindning. Kelatorn laddas sedan med metalljoner via tillsättning av lösta salter och bildar metall-kelatkomplex.
Genom kolonnen pumpas en blandning – en mobil fas. I den mobila fasen finns bland annat det ämne (t.ex. protein) som ska renas fram. När den mobila fasen rör sig genom kolonnen binds ämnet, som har affinitet för metalljonerna, till metall-kelatkomplexen och blir därmed immobiliserade. Ämnet (ligatet alt. analyten) binds genom en svag icke-kovalent bindning till liganden och bildar ett adsorbat (eller adsorptionskomplex).
De komponenter i den mobila fasen som inte har hög affinitet för metalljonerna i kolonnen, kommer däremot inte immobiliseras. 
Styrkan i bindningen mellan ligatet och liganden (den immobiliserade metallkelatet) beror på deras affinitet för varandra men också på den mobila fasens sammansättning och temperatur. Genom att ändra sammansättning och temperatur så kan man försvaga eller upphäva bindningen. Ligatet desorberas då från adsorbentet.
Processen kan med fördel använda sandwich-metoden där först en metallbindning av liganden sker och i nästföljande steg sker bindningen mellan den immobiliserade metalljonen och ämnet (=adsorbatet). I nästa steg kan adsorbatet i sin tur användas för att fånga upp andra ämnen (t.ex. arsenik). Processen kan t.ex. användas vid rening av t.ex. tungmetaller och läkemedelsrester i reningsverk.
När ämnet har bundit till metalljonen så kan det sedan elueras ut. Se affinitetskromatografi. 